# Swiss American Aircraft Corporation 23
 (mai 2019).
 (mai 2019).
Le contenu est difficilement compréhensible vu les erreurs de traduction, qui sont peut-être dues à l'utilisation d'un logiciel de traduction automatique.
Dimensions
La Swiss American Aircraft Corporation 23 était une étude de projet pour un avion d'affaires au début des années 1960 en Suisse.

## Histoire
Flug- und Fahrzeugwerke AG (FFA) a développé l'avion de combat FFA P-16 pour Forces aériennes suisses. Le gouvernement suisse a annulé l'achat de 100 P-16 après le deuxième crash d'un avion de pré-production. La Flug- und Fahrzeugwerke a également tenté de trouver des clients à l’exportation pour le P-16. Pour les États-Unis, la version AJ-7 a été modifiée avec un échappement de moteur raccourci, une ailette sous la queue ainsi que la post-combustion General Electric J79 - 11A projetée.
À cause de ce projet, le fils de William P. Lear testa le P-16 en Suisse. Déjà dans les années 1950, William P. avait développé le LearStar, son premier avion de voyage d'affaires. Il a équipé les Lockheed L-18 Lodestar de nouveaux systèmes et d’un nouvel aménagement intérieur pour huit à douze passagers. Après avoir vendu les droits de licence de LearStar, Lear a commencé à développer un petit avion d’affaires vers 1960. Son fils, Bill Lear, a souligné les bonnes caractéristiques de vol du P-16, en particulier la disposition des ailes, qui permettait des décollages et des atterrissages courts. .
Dans le cadre de ce projet, Lear a fondé la société mère Swiss American Aviation Corp. au Delaware en avril 1960. (SAAC) avec une filiale Aviation Development Corp. Gallen. Plus tard, cela changea en Wichita, Kansas USA et Genève, Suisse. En Suisse, le design fut revu avec le soutien de Gordon Israel, qui avait déjà travaillé comme concepteur du Grumman F7F Tigercat et du Grumman F9F Panther avant de rejoindre Lear pour développer le LearStar. Hans-Luzius Studer, qui avait conçu l'avion de combat FFA P-16 du Flug- und Fahrzeugwerke Altenrhein, avait ensuite assuré la conception de l'aile du nouvel avion. Le projet a été nommé Swiss American Aircraft Corporation 23.
La Swiss American Aircraft Corporation 23 devrait être un jet d’affaires à ailes basses et à lisses croisées avec deux réacteurs à la poupe, des réservoirs en bout d’aile, un train d’atterrissage avec deux roues sur chaque train de roulement et deux fenêtres côté fuselage pour la zone passagers. Le gouvernail de queue / latéral, l’ascenseur et le train d’atterrissage doivent reposer directement sur les composants du P-16.
Il était prévu de fabriquer le gouvernail et l’élévateur latéraux, les ailes, les réservoirs d’extrémité d’aile et le train d’atterrissage de FFA ainsi que le fuselage, les moteurs et ainsi de suite aux États-Unis. Il devrait y avoir deux chaînes de montage, l’une aux États-Unis et l’autre en Suisse. Ce qui est normal aujourd'hui, que les assemblages d'aéronefs soient produits sur différents continents puis expédiés vers diverses chaînes de montage, était une nouveauté à l'époque. Avec le train d’atterrissage venant directement du P-16, la Swiss American Aircraft Corporation 23, contrairement au Learjet 23, serait capable de fonctionner sur le terrain. William Lear n'est pas d'accord avec les dispositions de la Confédération suisse relatives à la réglementation du travail et de la production et estime que les procédures administratives sont trop lourdes. Ainsi, l’idée de deux lignes de montage a été écartée et la construction de l’avion a été révisée.

## Projet successeur Learjet 23
L’appareil a reçu la désignation Learjet 23 après la refonte constructive et la planification de la production réorganisée, dans laquelle la société Learjet était clairement en tête et le Flug- und Fahrzeugwerke Altenrhein n’agissait que comme sous-traitant. La FFA était censée construire les prototypes, mais pas la production en série, à cause de la mise en service de la production Mirage III pour les Forces aériennes suisses. En 1962, les coûts de la production en série avaient tellement augmenté que Lear se retirait du concept de production internationale et prévoyait une production unique aux États-Unis. Il a fondé la Lear Jet Corp. à Wichita. Et a commencé la production de prototypes avec des pièces déjà produites en Suisse. Avant le début des prototypes, quelques modifications ont été apportées. Par exemple, l’arrière du fuselage a été rallongé de 51 cm et les moteurs ont été déplacés vers l’arrière du même montant. Les surfaces de gouvernail ont également été élargies par rapport à la conception initiale.
Le premier vol du Lear Jet 23 (ce n'est que plus tard que le Learjet) de ce type révolutionnaire a eu lieu le 7 octobre 1963 à Wichita et a pris 30 minutes.
Un deuxième prototype a fait l'objet d'essais en vol le 5 mars 1964. L'approbation de la Federal Aviation Administration (FAA) a été un revers lorsque, le 4 juin 1964, le premier prototype a dû atterrir à plat ventre lors de son 167e vol et ensuite épuisé. Les deux pilotes ont survécu au crash. Le 31 juillet 1964, l'approbation de la FAA a été confirmée. Le numéro "23" dans la désignation de type a été choisi parce que la conception devait être conforme aux dispositions de la Federal Aviation Regulations (FAR), partie 23, publiée par la FAA. Ceux-ci ont donné une limite de poids de 12 500 livres.
Il était alors encore prévu que le FFA se charge de la maintenance et de la maintenance du Learjet 23 en Europe. Par conséquent, les appareils Learjet 23 portant les inscriptions N803LJ et N706L ont été exposés avec les FFA P-16 X-HB-VAC et X-HB-VAD le Aéroport international Saint-Gall-Altenrhein. Cependant, cette idée n’a pas été suivie et la collaboration entre FFA et Lear Jet Corporation a finalement pris fin.

## Spécifications
- Vitesse = 850 km/h
- Plage = 3 000 km
- Sièges = Max. 9
- Piste nécessaire au décollage = 1 000 m
- Poids = 5 600 kg